# 薩利特里略斯區
薩利特里略斯區（西班牙語：Salitrillos），是哥斯達黎加的一個區，位於該國中部聖何塞省，始建於1999年4月22日，面積14.29平方公里，海拔高度1,323米，2011年人口14,258，人口密度每平方公里997.76人。